# Ernest Guérin
Pour les articles homonymes, voir Guérin.
Ernest, Pierre-Marie, Guérin, né le 14 septembre 1887 à Rennes et mort le 10 mai 1952 à Quiberon, est un peintre français réputé pour ses toiles bretonnes, mais qui fut aussi un peintre orientaliste avec quelques œuvres tunisiennes.

## Biographie

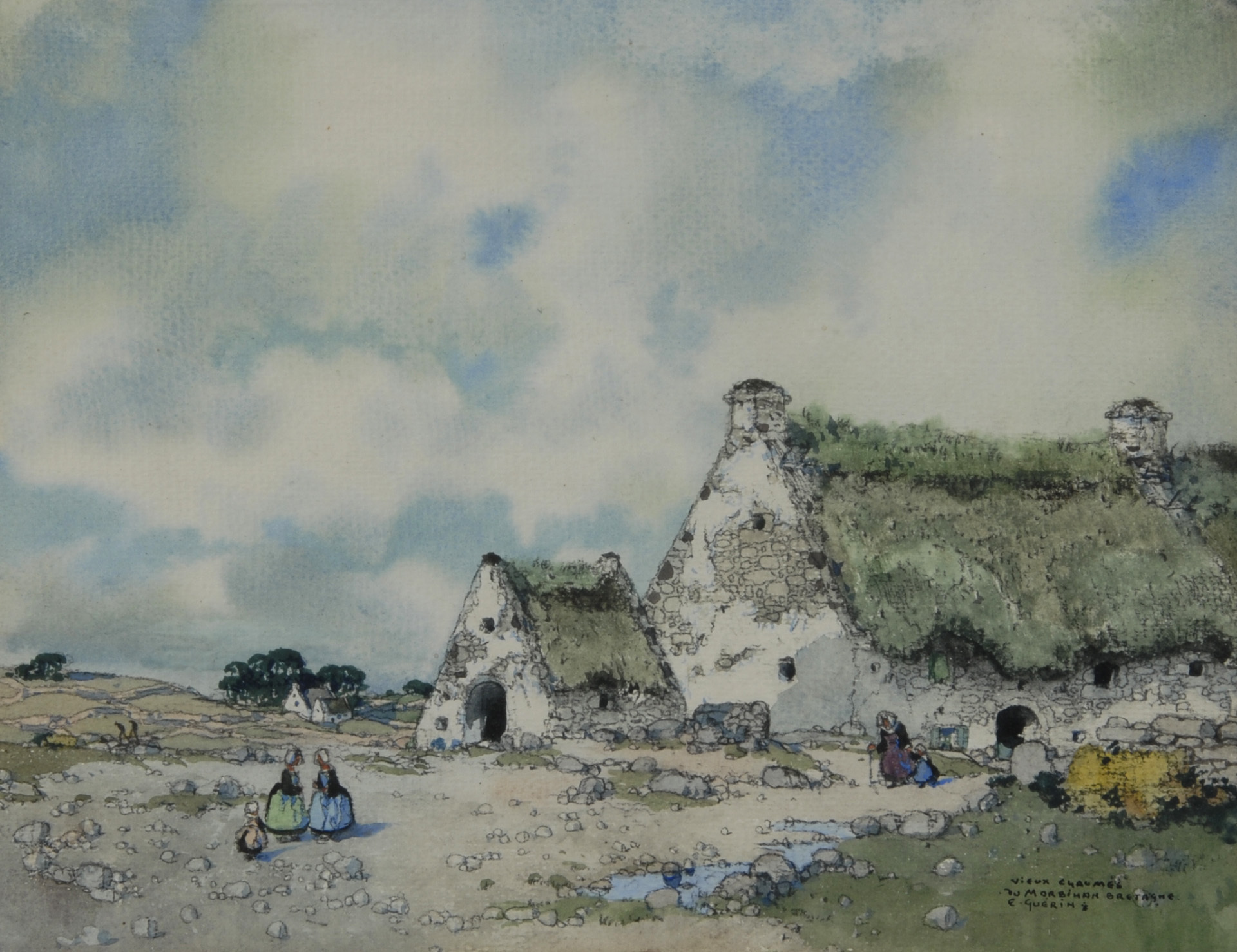
Ernest Guérin: Vieux Chaumes du Morbihan

Ernest Guérin étudie à l'École des beaux-arts de Rennes dans les ateliers de Félix Lafond (1850-1917) et de Jules Ronsin (1867-1937), peintre portraitiste, avant de venir à Paris puis de travailler comme dessinateur auprès de l'architecte Edmond Gemain à Vannes. Artiste original, il pratique avec le même bonheur la gouache, l'aquarelle, l'enluminure et participe à de nombreux salons. Sa réputation grandit rapidement par le caractère de son œuvre qui peint la rudesse de la vie, les coutumes des paysans bretons, les traditionnelles fêtes religieuses et le caractère sauvage de la Bretagne au travers de ses paysages, son climat et ses atmosphères. Au côté de Mathurin Méheut (1882-1958), il témoigne des traditions de la vie villageoise et de l'emprise des croyances religieuses sur le quotidien. Il fut l'ami d'Anatole Le Braz (1859-1926). 
Il expose à Paris au Salon des Artistes Français, dont il devient sociétaire, et est membre de la South Wales Society. Il expose également à la Royal Cambrian Academy. Il obtient en 1905 une médaille de vermeil à l’École des Beaux-Arts, et en 1907 la médaille d’excellence. 
L’artiste bénéficie d’une reconnaissance internationale. Obtenant un nombre de commandes importantes, aussi bien en France qu’à l’étranger, Guérin reçoit des commandes des classes sociales les plus aisées, ainsi que de la couronne d’Angleterre. Seulement âgé de 26 ans, il est également choisi pour exposer au musée des Arts Décoratifs de Paris, en 1913. Cette année-là, il épouse Renée Lebouc.
Durant la Grande Guerre, pendant la période 1915-1916, il sert au 70e Régiment d'Infanterie puis au 50e Régiment d'Artillerie où il est détaché du corps en qualité de calqueur à l'Atelier de Construction de Rennes.
Sa renommée lui permet de créer de grands décors pour l’Hôtel Moderne à Rennes. De ce fait, il présente son travail partout en France, mais son amour pour sa région natale le pousse à quitter la capitale. Délaissant l’effervescence parisienne, il choisit une vie paisible dans le village de Dinard, dans un premier temps, puis s’installe par la suite à Quiberon. A cette occasion, il ouvre une galerie dans ces deux villes, afin d’y présenter son travail.
Il consacre presque toute son œuvre à la Bretagne, inspiré par sa culture, son histoire et ses légendes ; il peint des miniatures maritimes, des ports animés de minuscules silhouettes, des barques de pêche, des paysages aux arbres élancés et des ciels aux nuages vaporeux; des pardons (Notre-Dame-de-la-Joie à Penmarc'h, Tronoën, Chapelle Sainte-Barbe au Faouët, etc..). Il pratique aussi l'enluminure, s'inspirant de thèmes médiévaux (notamment le cycle arthurien) ou de thèmes religieux (illustration de scènes de l'Évangile car il est très croyant, portraits de saints).
La peinture d'Ernest Guérin est marquée par une influence tardive du mouvement préraphaëlite. Ayant étudié les techniques de l'enluminure médiévale, il s'en est également inspiré dans son œuvre, pratiquant cet art avec minutie et des qualités décoratives d'une grande finesse, par exemple dans diverses représentations du cycle arthurien ou de scènes des Évangiles selon saint Mathieu ou selon saint Luc. La dimension religieuse est fréquente dans son œuvre (il a peint plusieurs portraits de saints). L'inspiration médiévale est présente, tant dans le choix des thèmes ( par exemple des tableaux comme La Belle Guénaran ou Aloïda, la fiancée du chevalier) que dans les techniques picturales qu'il utilise (par exemple dans l'encadrement de certains tableaux.
À la fin de sa vie, son esthétisme se tourne vers une vision plus « taoïste » de l’univers pictural. Ses paysages reflètent un art inspiré des œuvres japonaises et chinoises, mêlant petits personnages et horizons oppressants qui occupent la totalité de la composition.
Oublié après la Seconde Guerre mondiale, le musée des Beaux-Arts de Rennes le redécouvre avec une exposition rétrospective de son œuvre coorganisée avec le musée départemental breton de Quimper en 2001 et 2002. Une centaine d'œuvres a été présentée pendant l'été 2006 à Saint-Briac-sur-Mer à l'occasion du 11e Festival d'art. Une exposition lui est consacrée en 2024 au Musée du Faouët.

## Œuvres dans les collections publiques
- Nantes, musée des Beaux-Arts : Notre-Dame de Lotivy, dessin.
- Rennes, musée des Beaux-Arts : 
  - Deux scènes de la vie de saint Yves, 1903, aquarelle ;
  - Mariage breton, 1913, aquarelle.

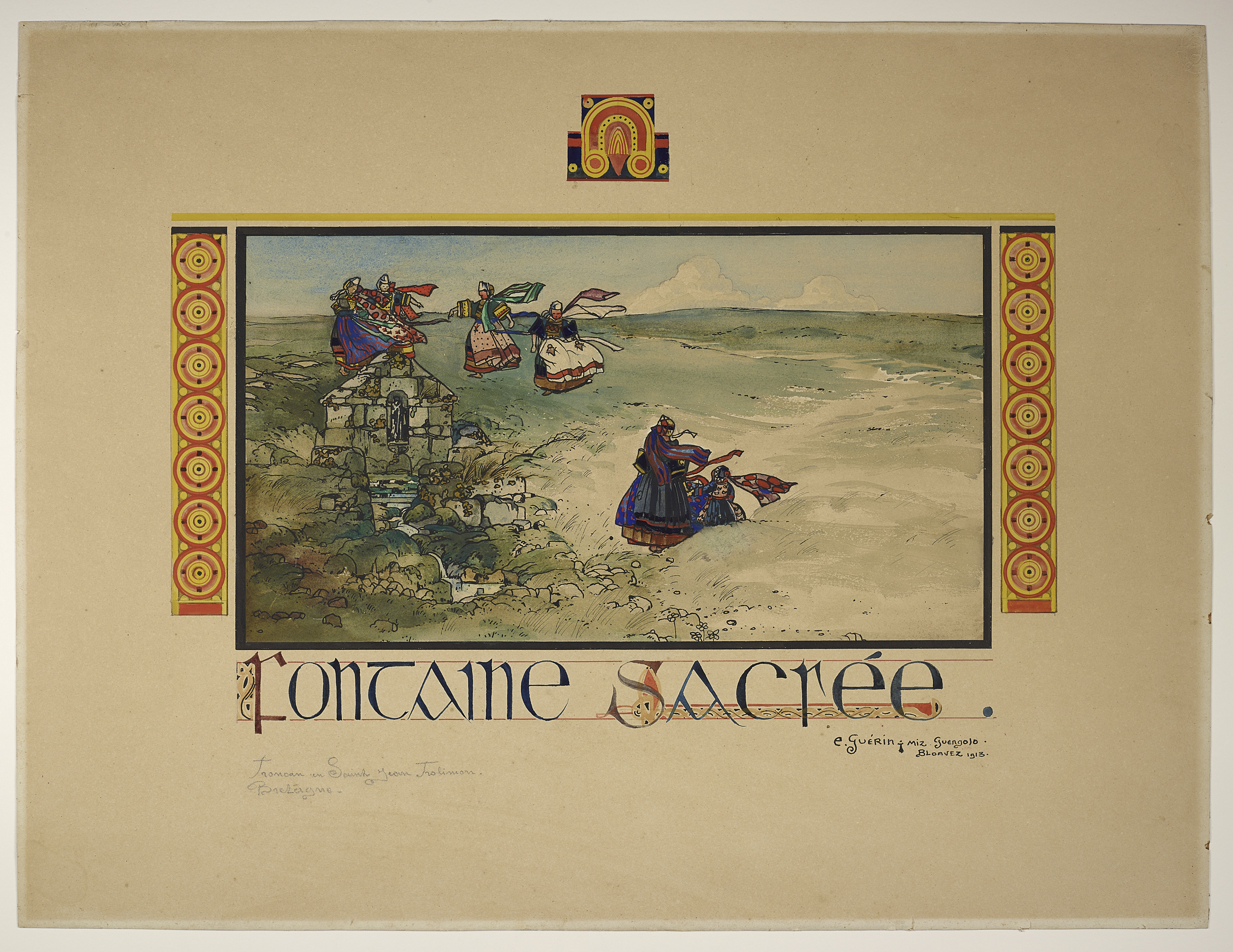
Fontaine sacrée de Tronoën, conservé au musée de Bretagne

- Fontaine sacrée de Tronoën, conservé au musée de BretagneRennes, musée de Bretagne : 5 documents[2].

### Autres œuvres
- Notre-Dame de la Joie, Saint-Guénolé, Penmarc'h, Bretagne, triptyque à l'aquarelle, 48x110 cm.
- Notre-Dame de Châteaulin
- Notre-Dame-des-Fleurs, Plouharnel

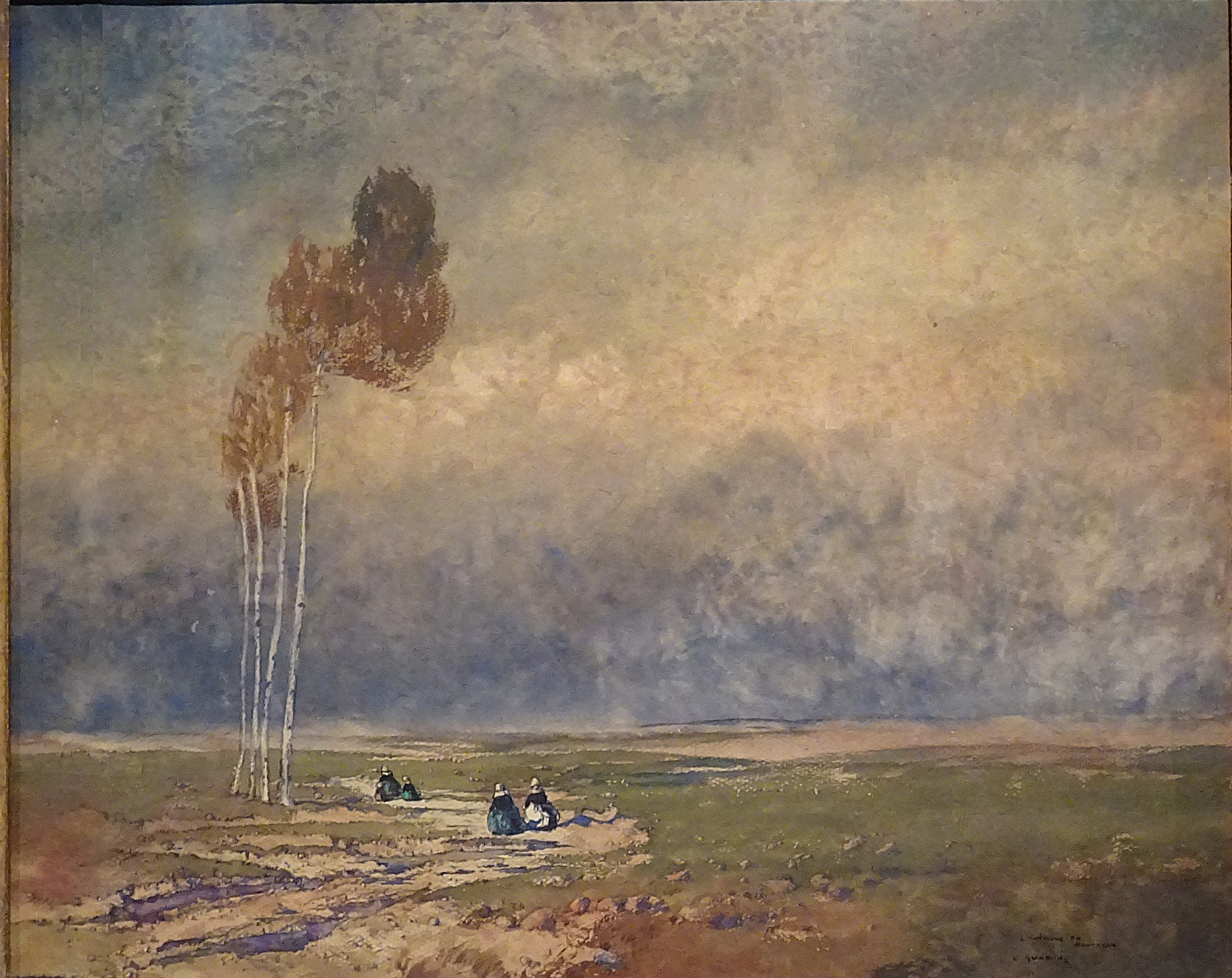
Ernest Guérin ː L'automne en Bretagne (mine de plomb, aquarelle et gouache sur papier, non daté).
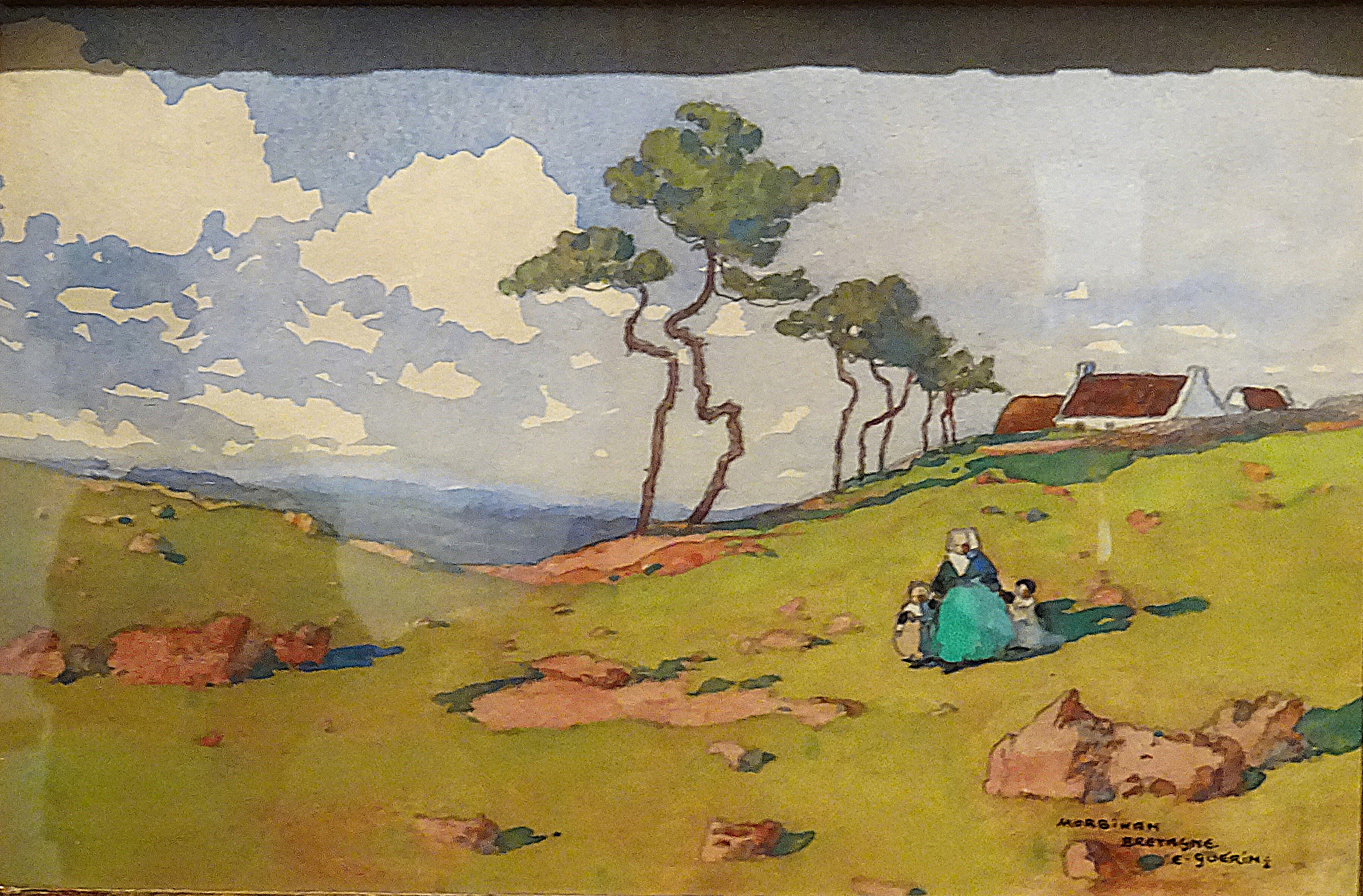
Ernest Guérin ː Morbihan, Bretagne (aquarelle et gouache sur papier, non daté).
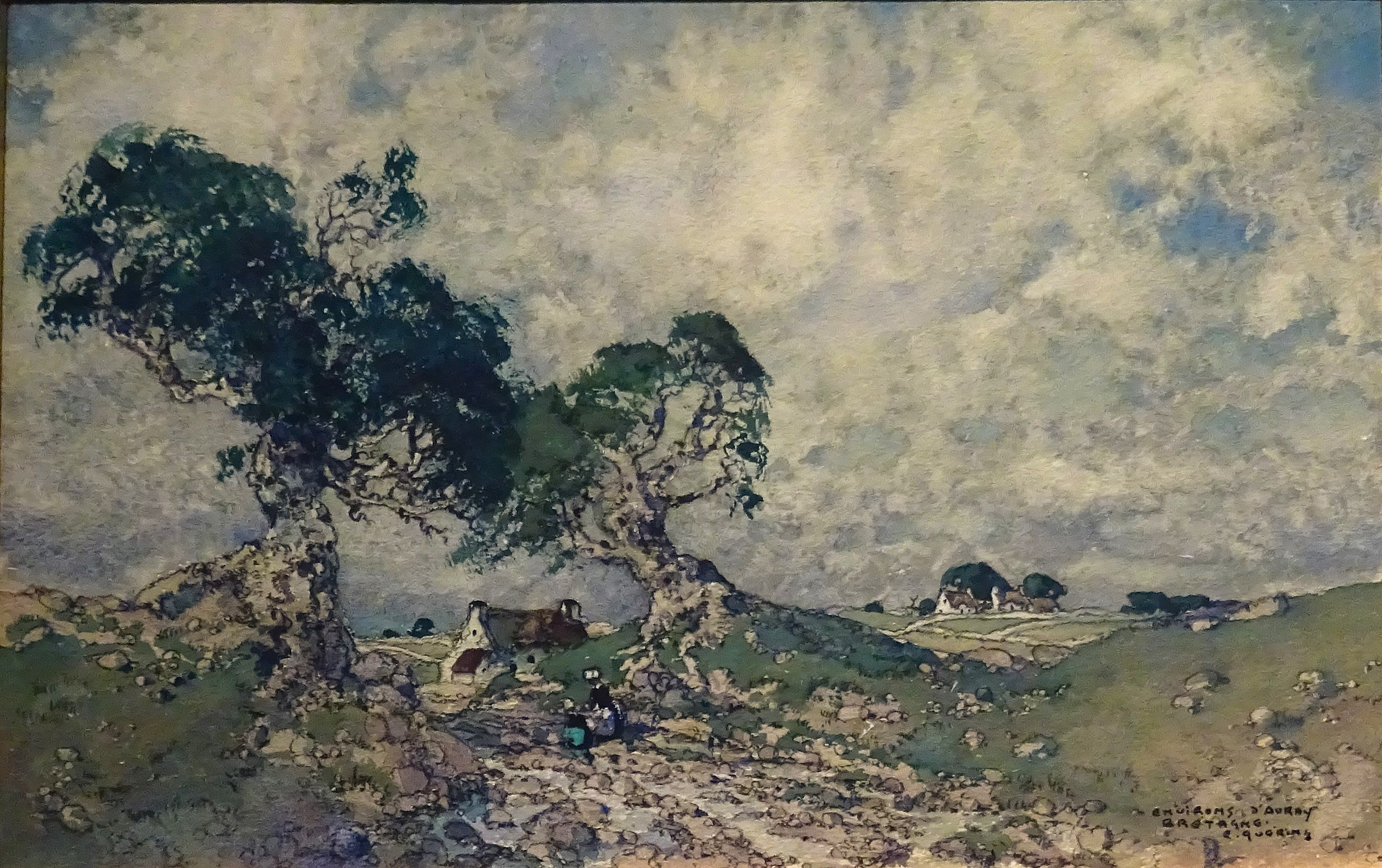
Ernest Guérin ː Environs d'Auray (non daté).
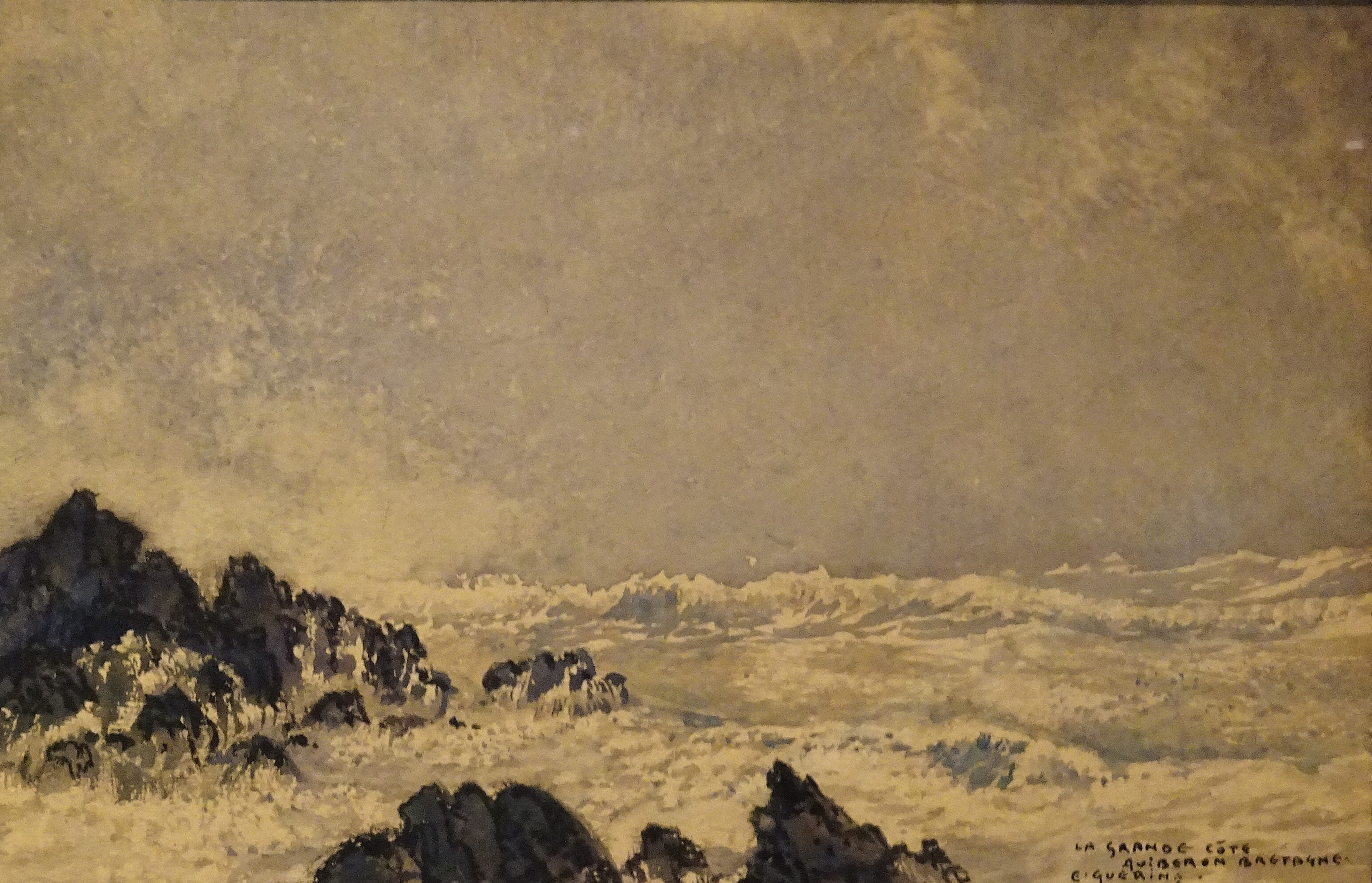
Ernest Guérin ː La Grande Côte, Quiberon, Bretagne (aquarelle sur papier, non daté).

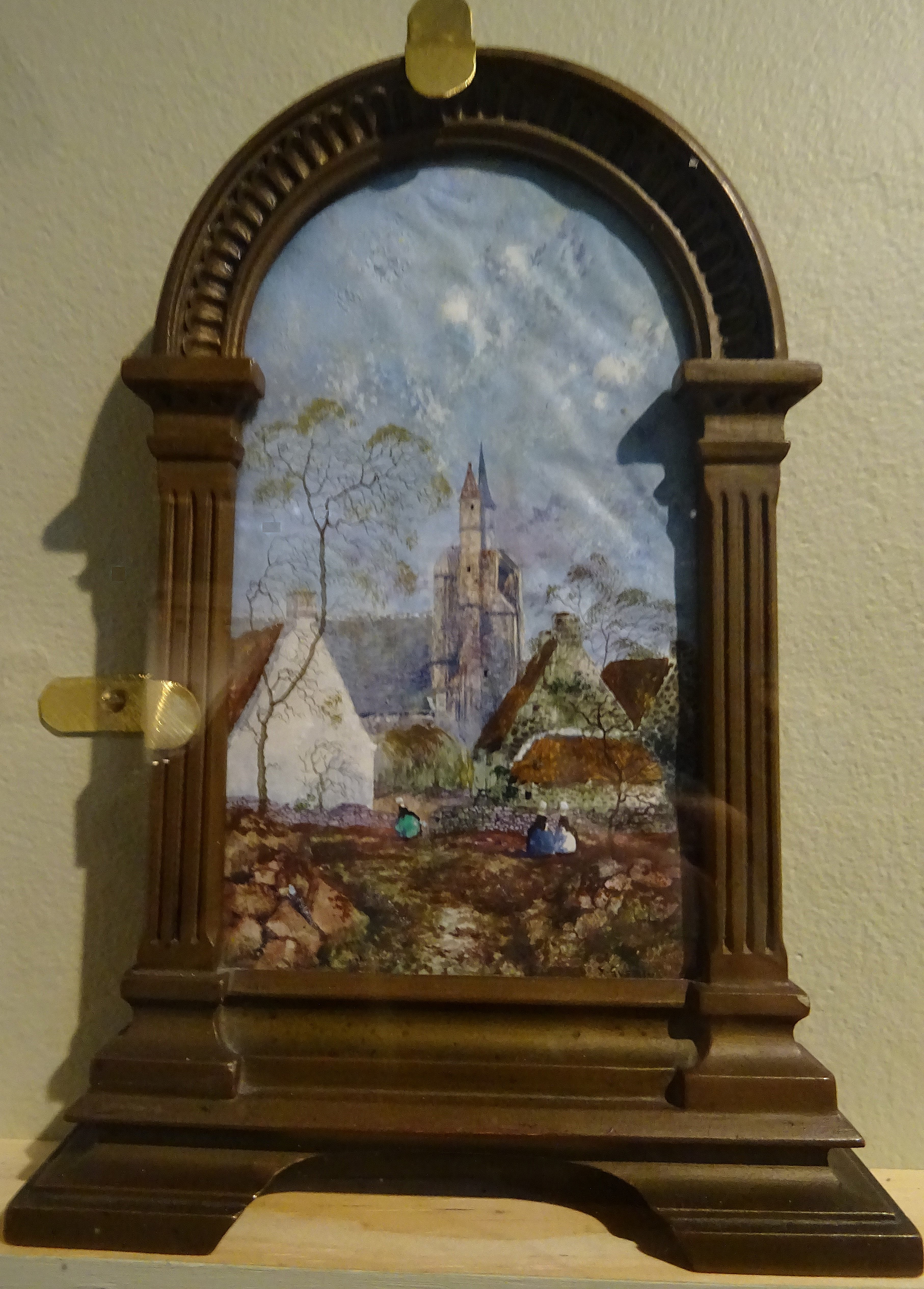
Ernest Guérin ː Sainte-Avoye, Bretagne, entre 1930 et 1943 (aquarelle et gouache sur papier).
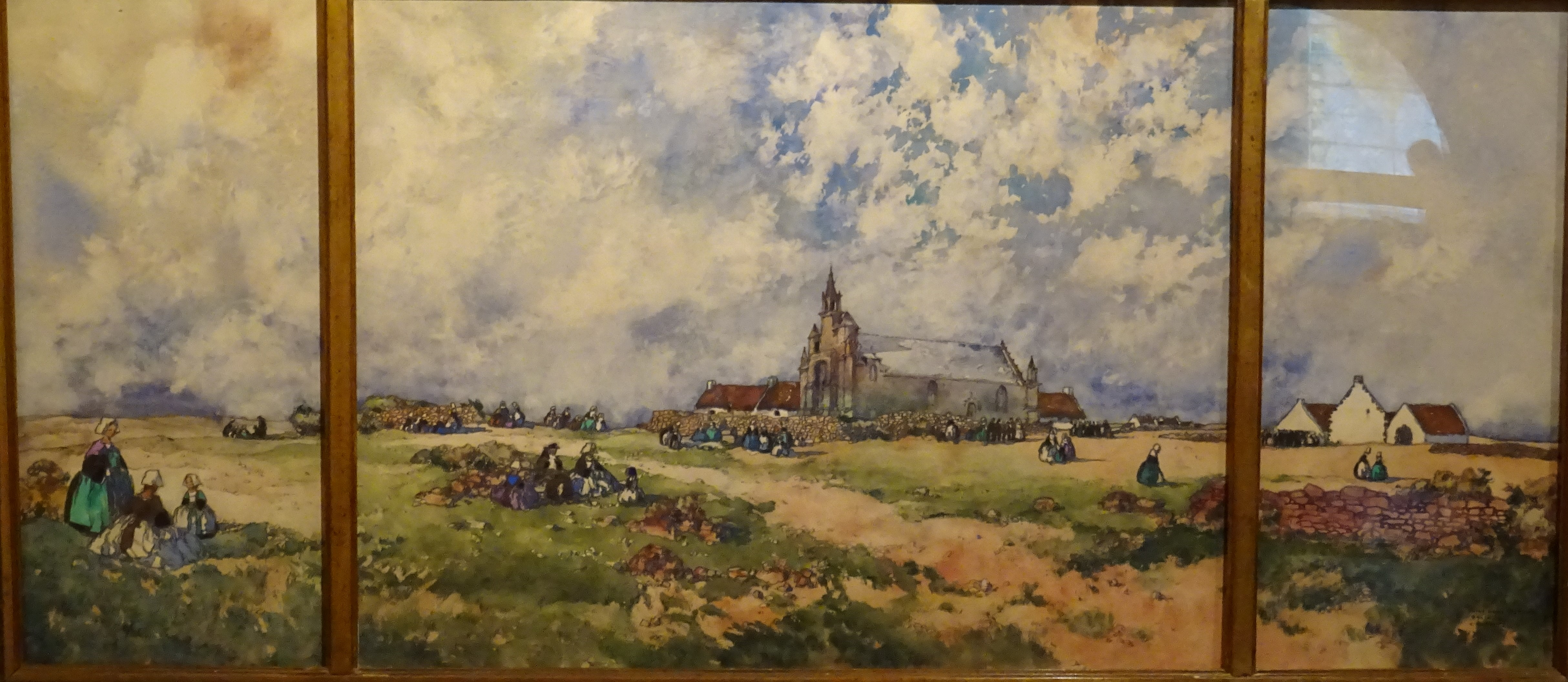
Ernest Guérin ː Notre-Dame-des-Fleurs, Plouharnel, Bretagne, vers 1940 (mine de plomb, aquarelle et gouache sur papier).
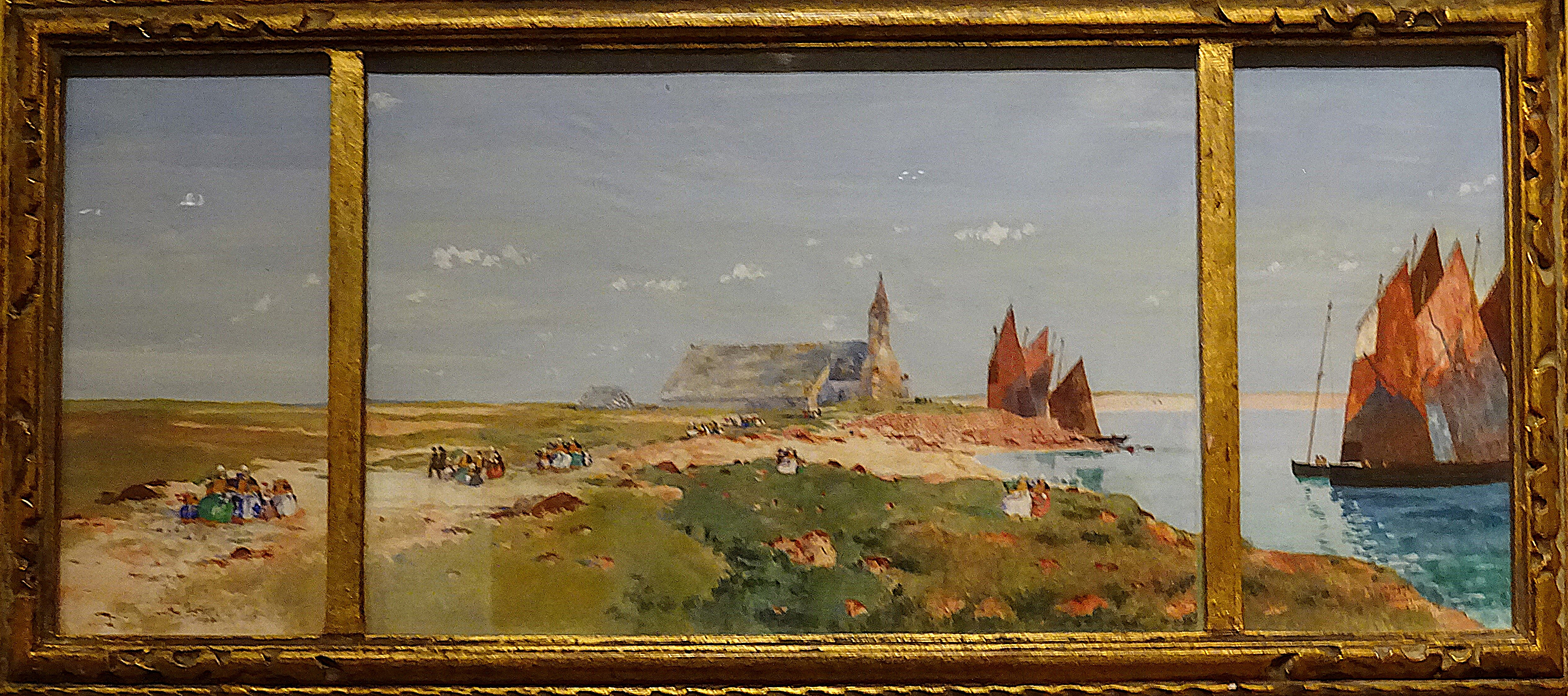
Ernest Guérin ː Notre-Dame de la Joie, Saint-Guénolé, Bretagne (aquarelle et gouache sur papier, non daté).
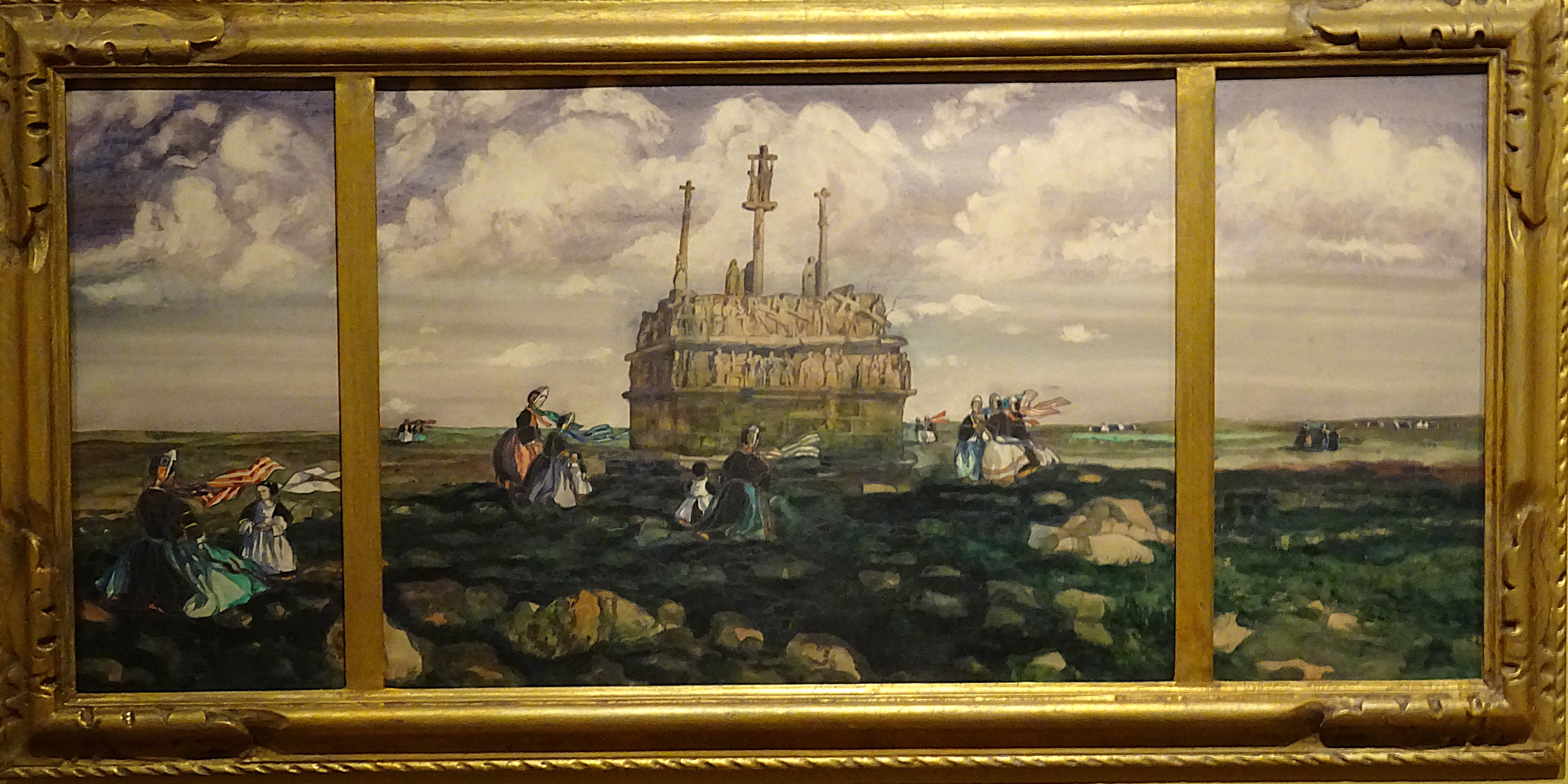
Ernest Guérin ː Les pèlerins au calvaire, Tronoën, vers 1930 (mine de plomb, aquarelle et gouache sur papier).
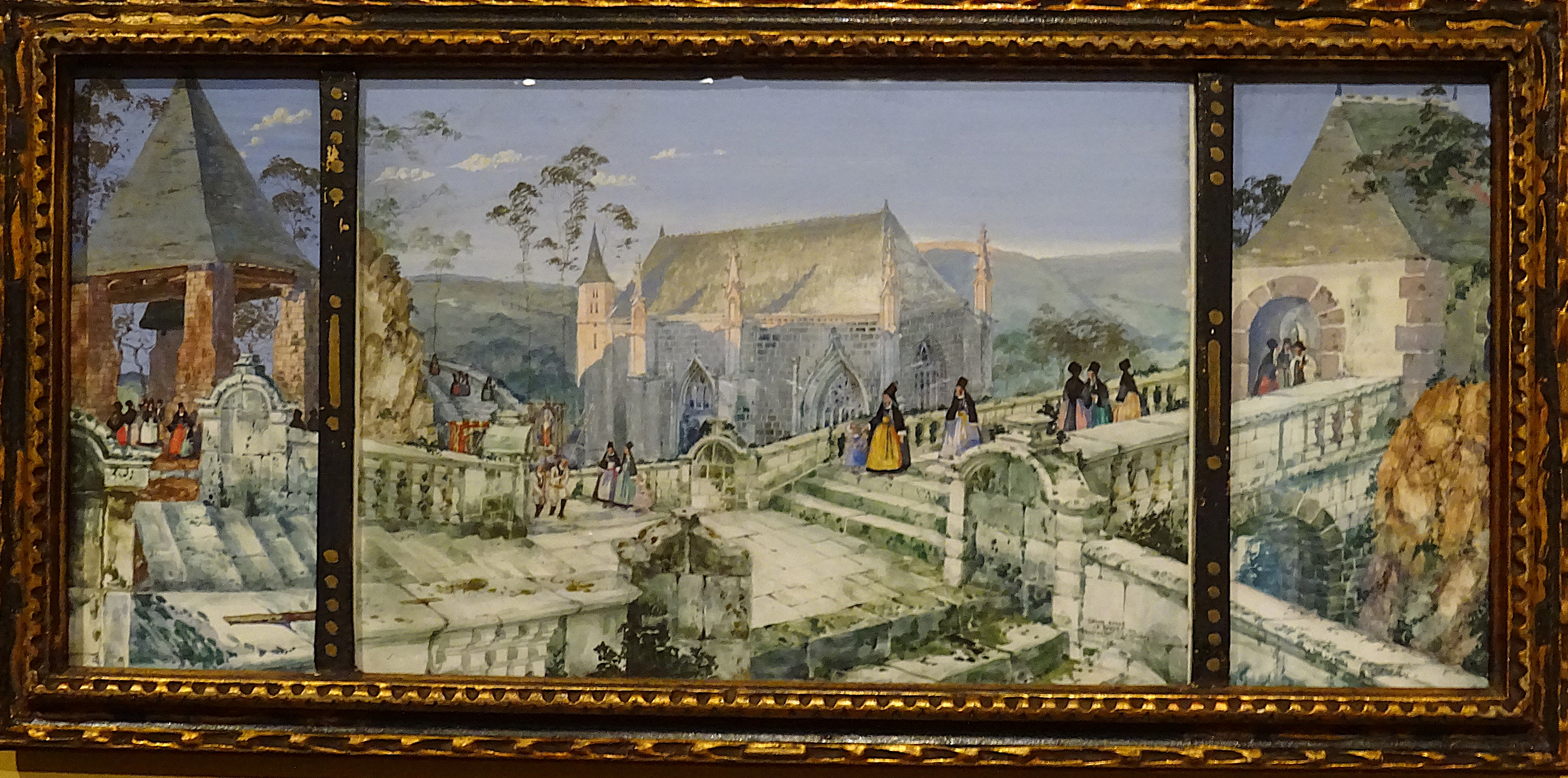
Ernest Guérin ː Le pardon de Sainte-Barbe, Le Faouët, vers 1931 (aquarelle et gouache sur papier).

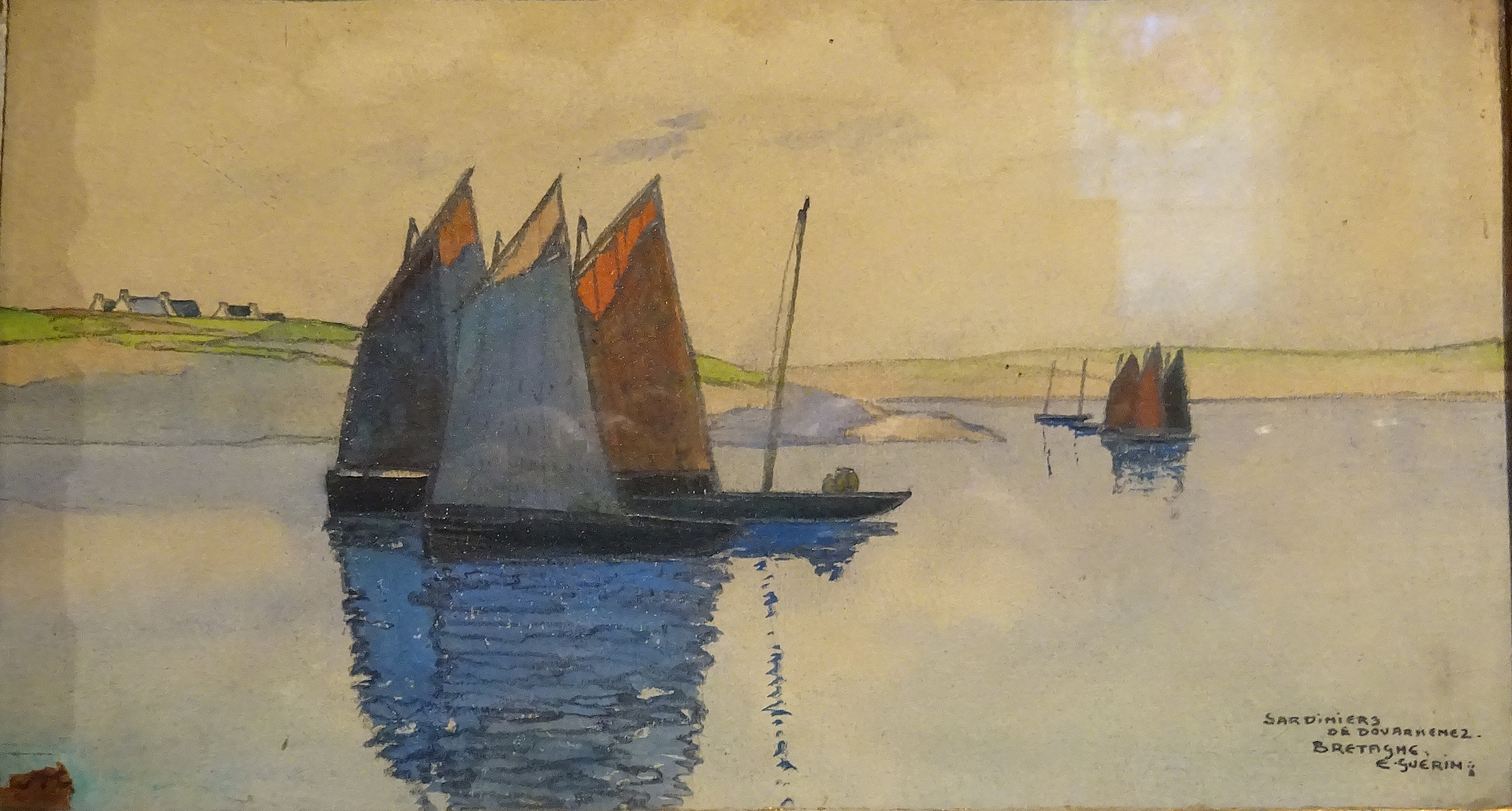
Ernest Guérin ː Sardiniers de Douarnenez (mine de plomb, aquarelle et gouache sur papier, non daté).
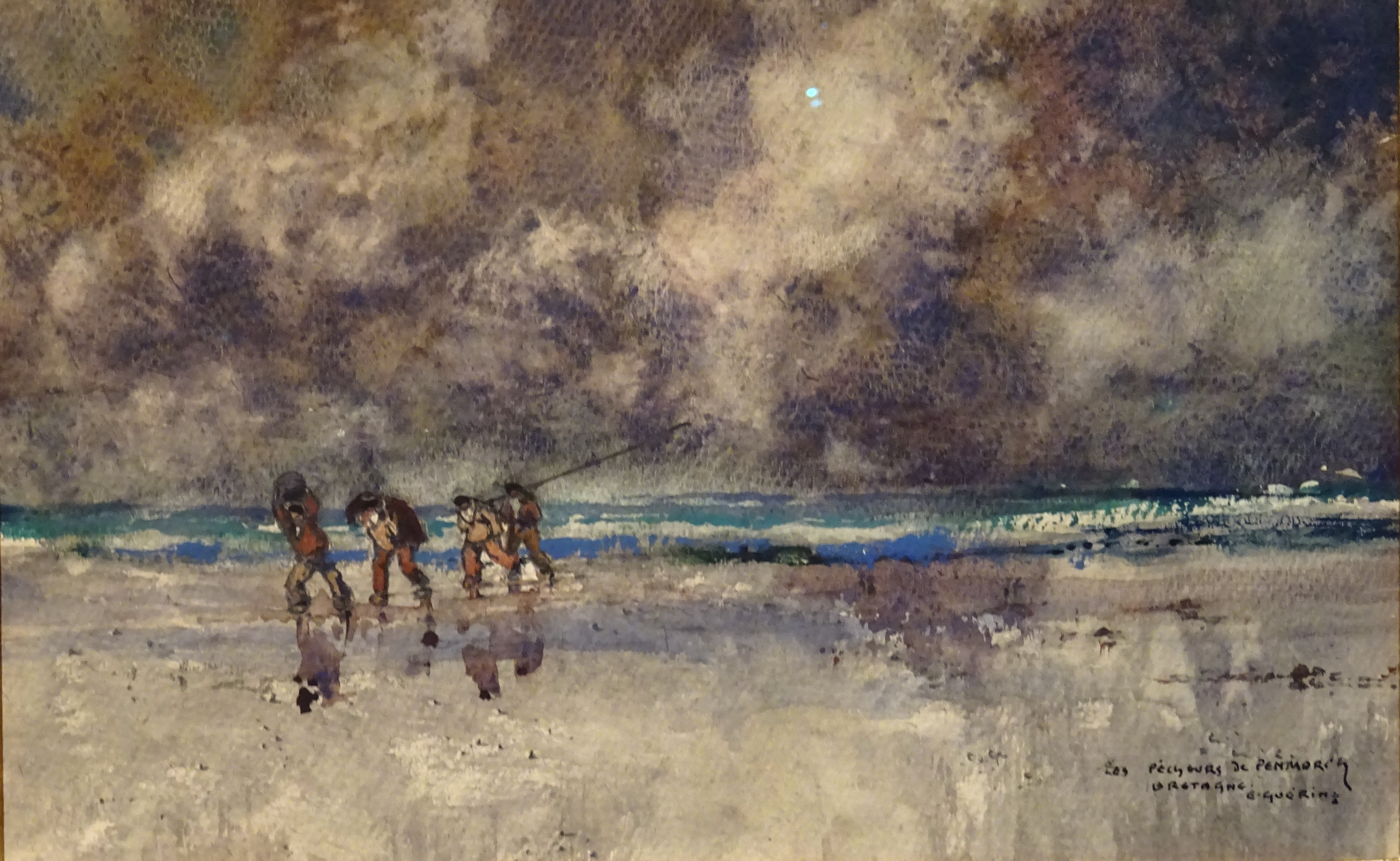
Les pêcheurs de Penmarc'h, Bretagne (mine de plomb et aquarelle sur papier, non daté).
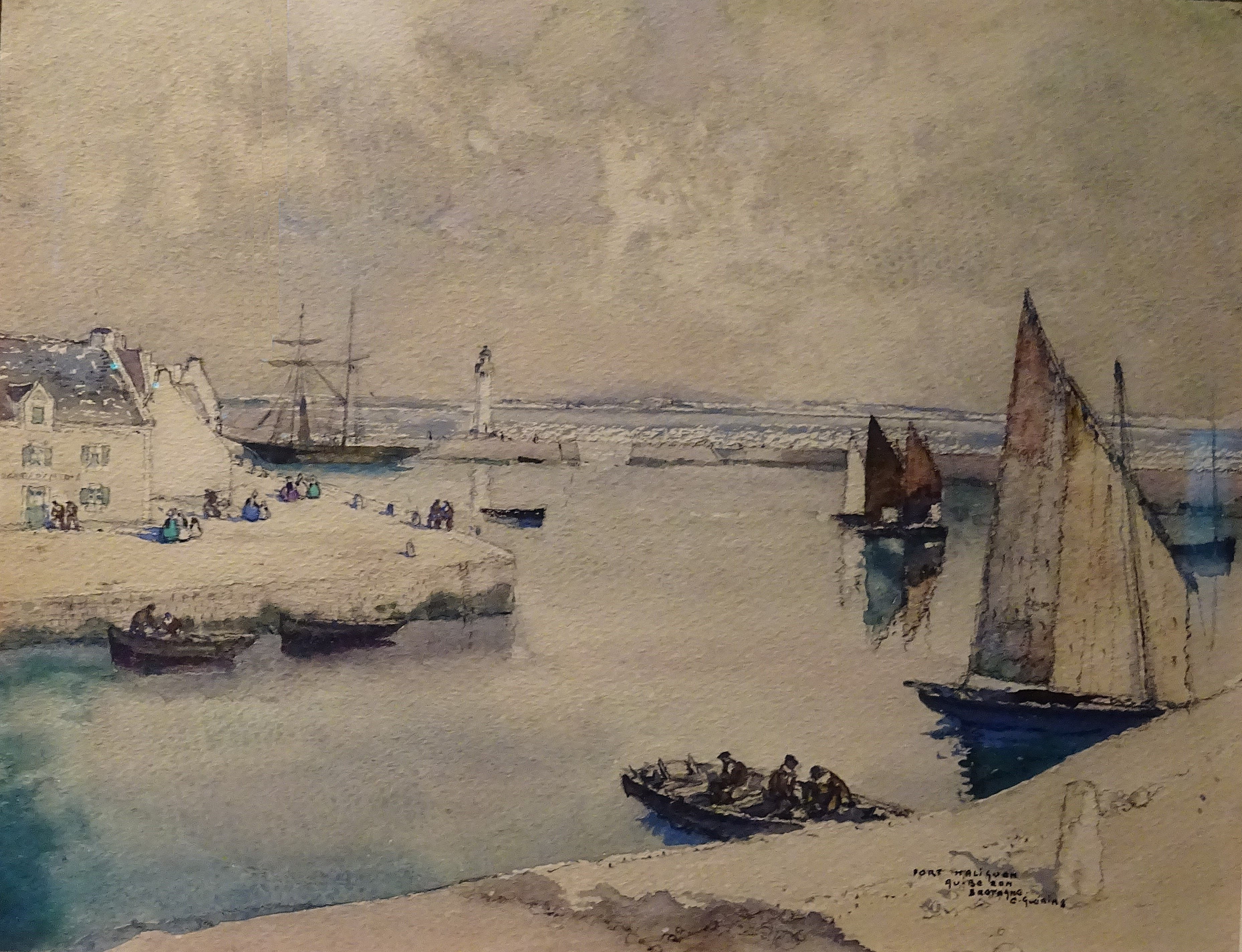
Ernest Guérin ː Port-Haliguen, Quiberon (aquarelle sur papier, non daté).
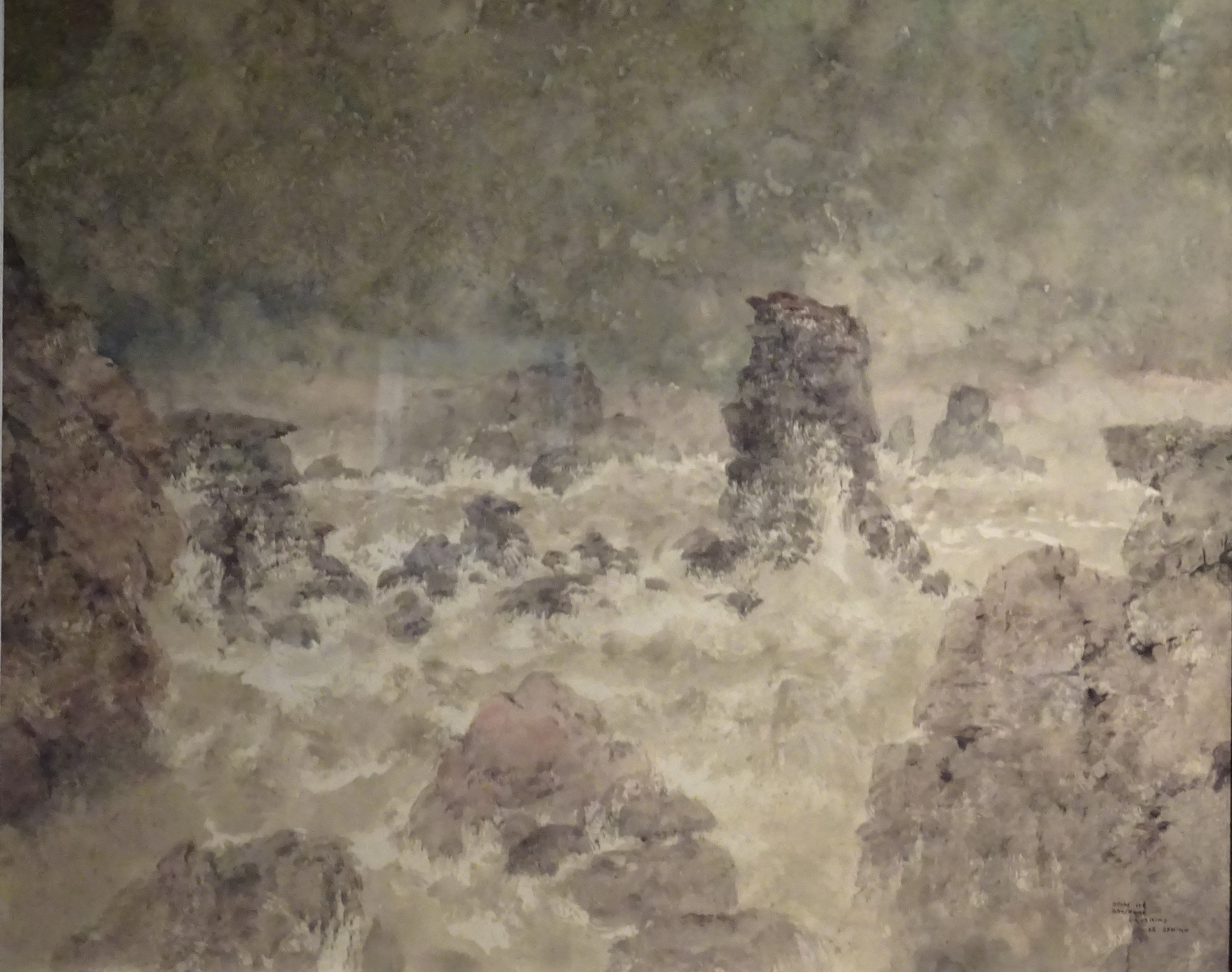
Ernest Guérin ː Le Sphinx, Belle-Île-en-Mer, Bretagne (aquarelle sur papier, non daté).

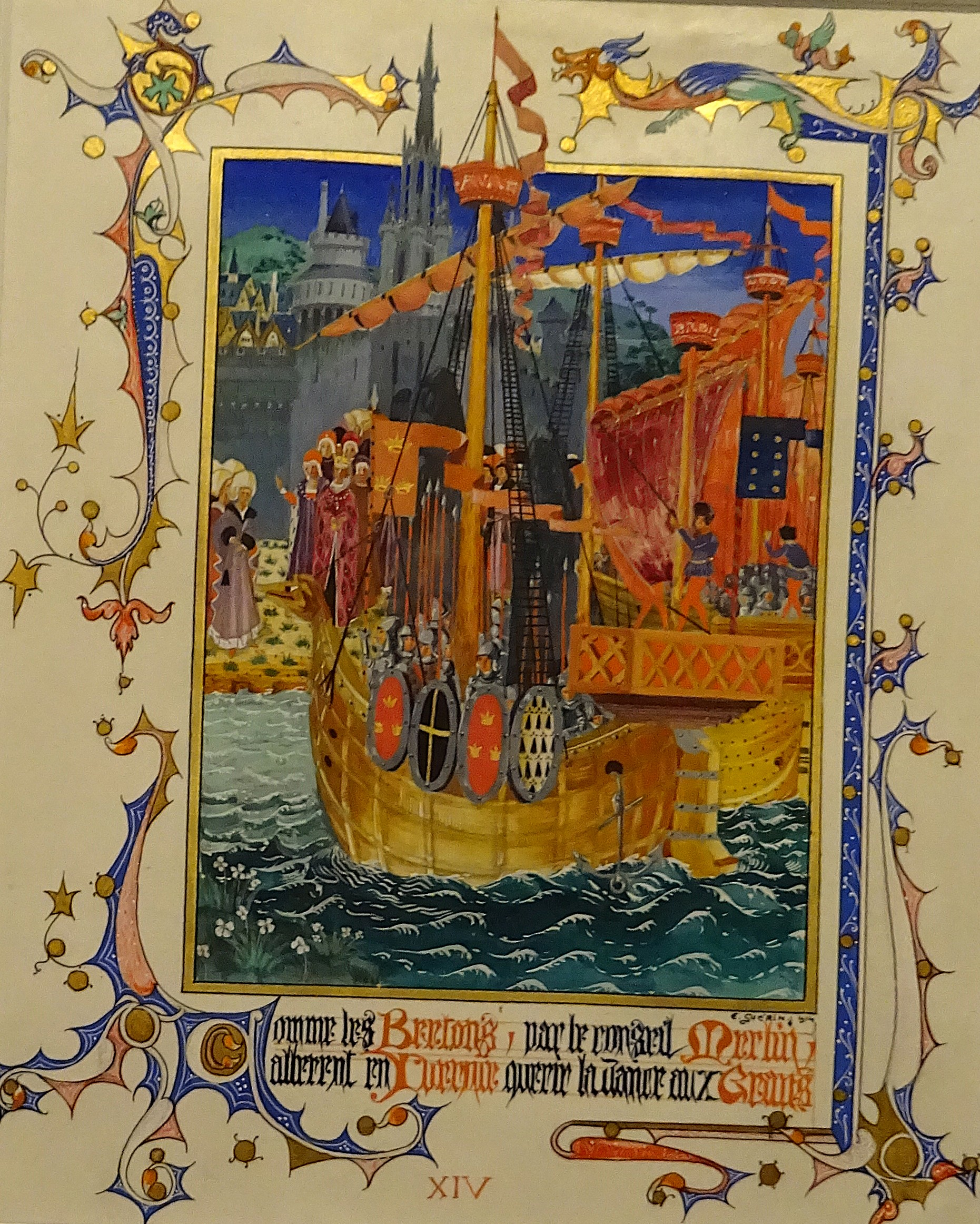
Ernest Guérin ː Comme les Bretons par le conseil Merlin, planche XIV, 1914 (cycle arthurien).
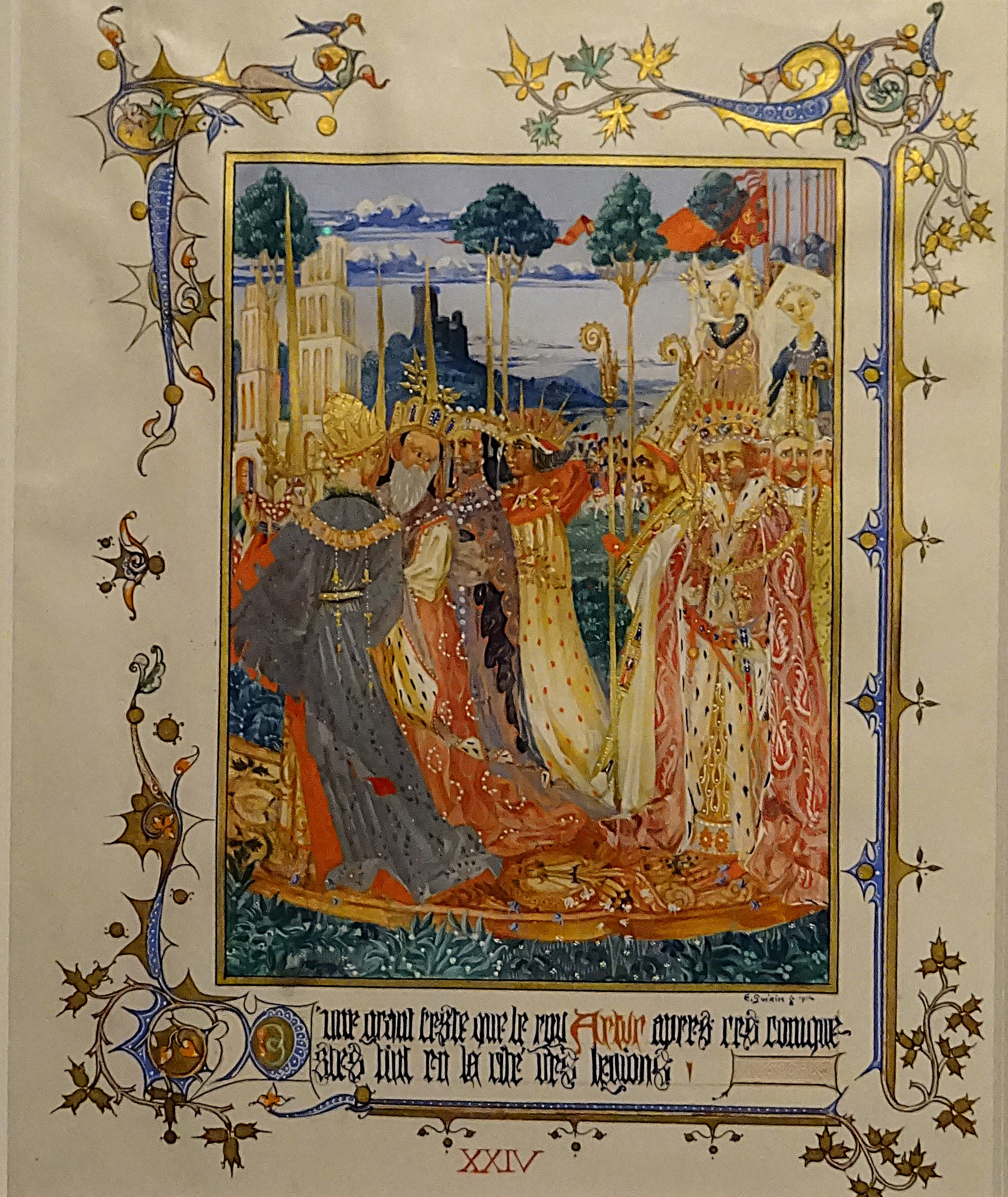
Ernest Guérin ː D'une grant feste que le roy Artur après ces conquestes tint en la cité des Lenions, planche XXIV, 1914 (cycle arthurien).
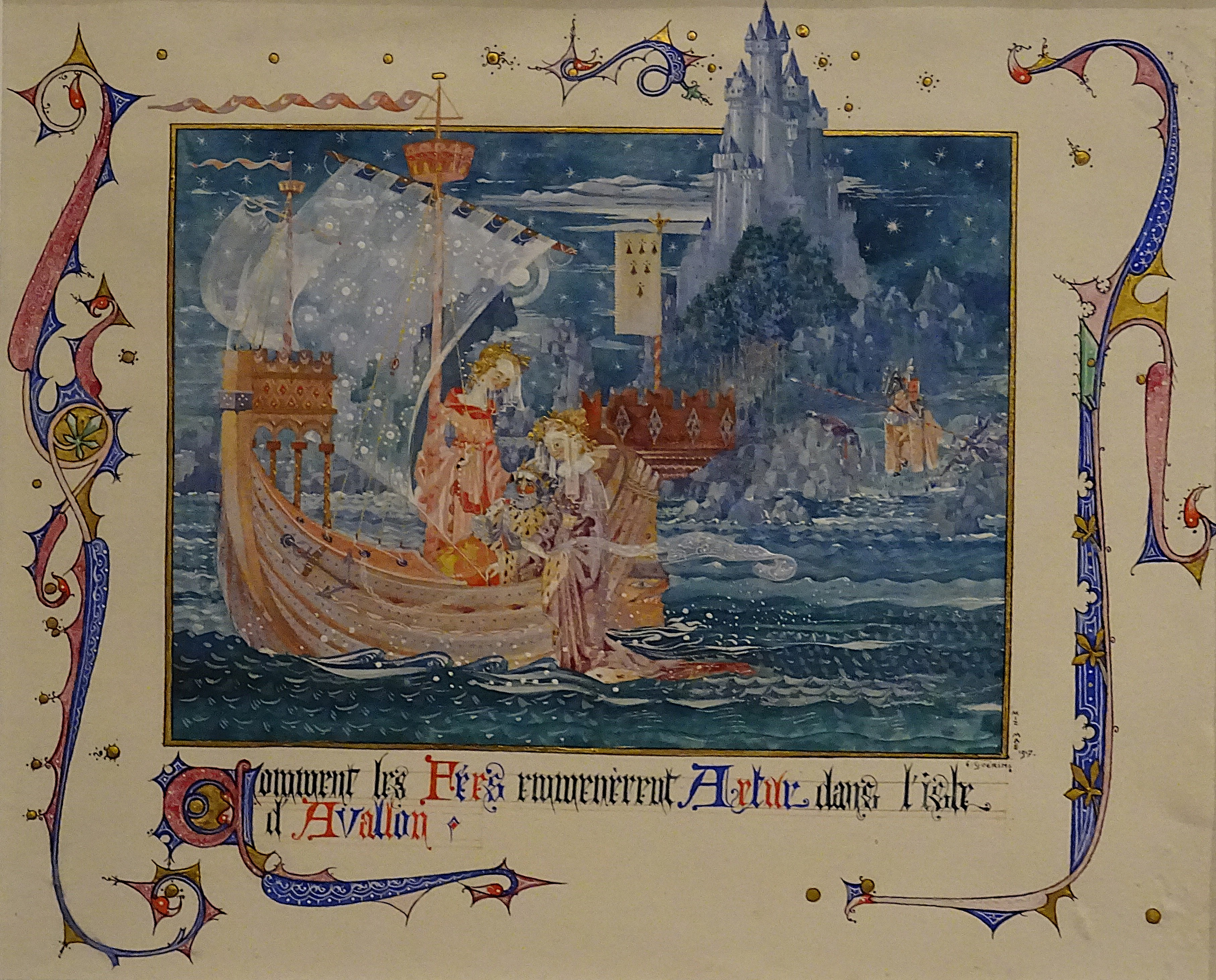
Ernest Guérin ː Comment les fées emmenèrent Artur dans l'isle d'Avallon, mai 1917 (aquarelle et gouache sur papier doublé, cycle arthurien).
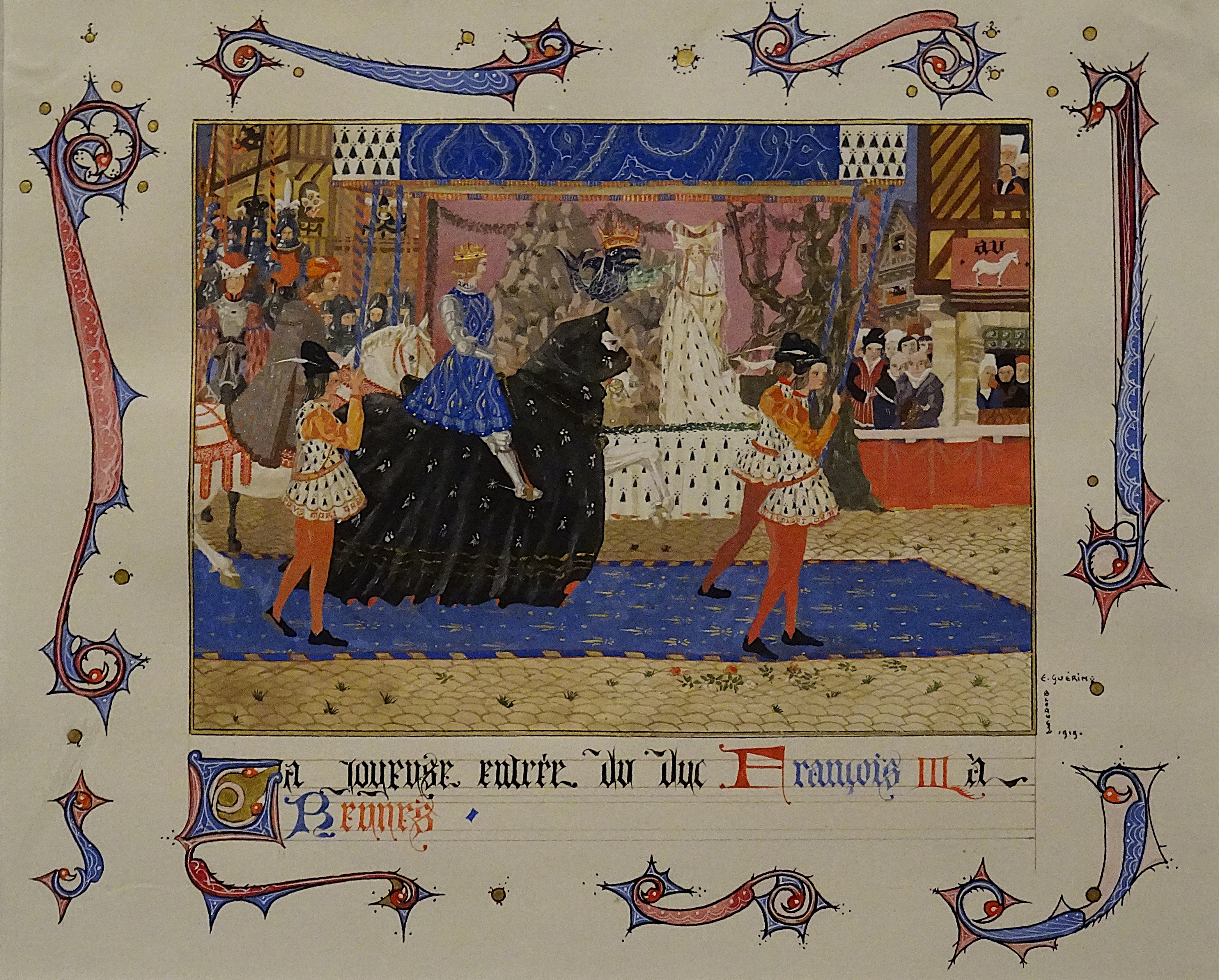
Ernest Guérin ː La joyeuse entrée du duc François III à Rennes, (1919, aquarelle et gouache sur vélin).
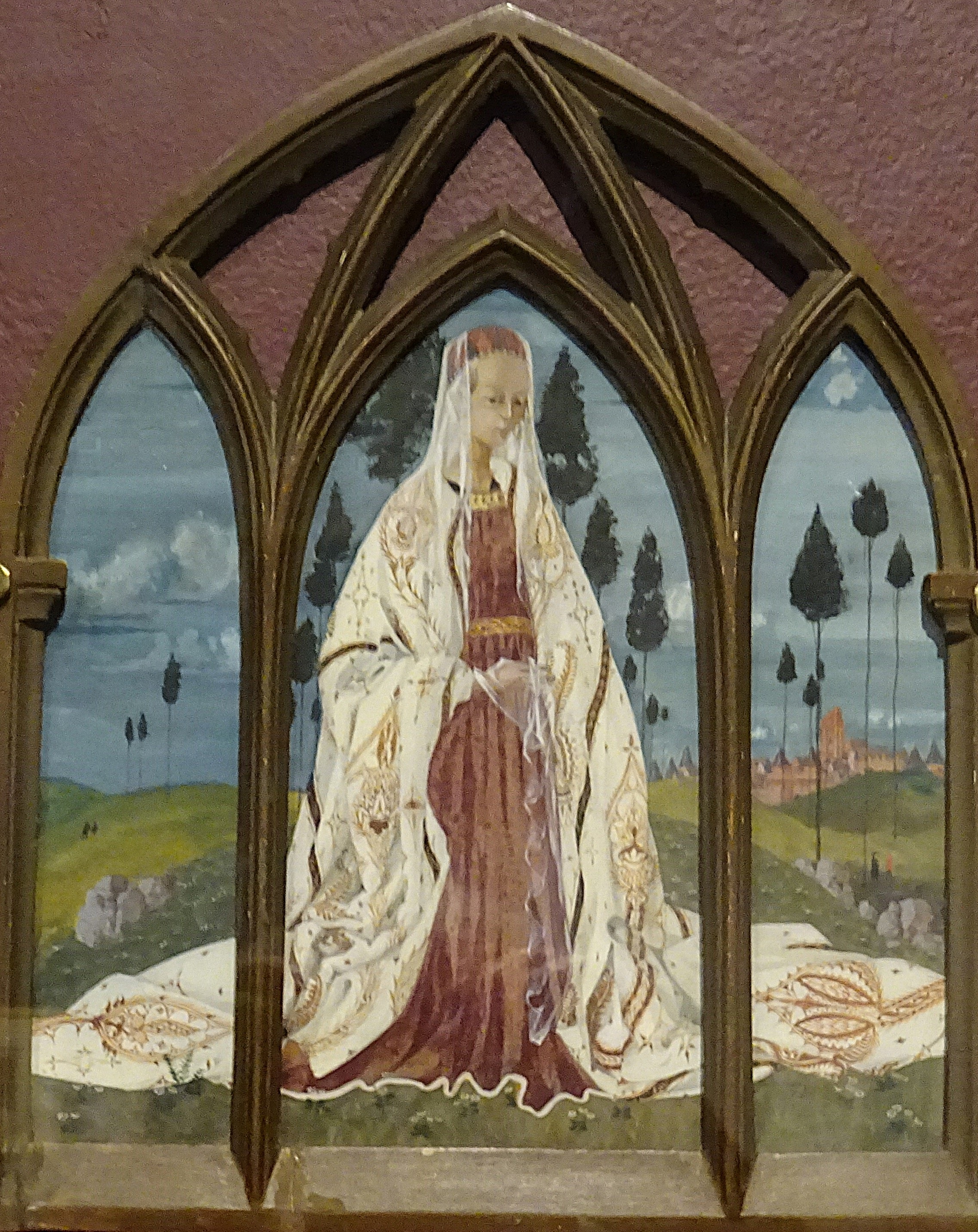
Ernest Guérin ː Marie de Keroulaz (aquarelle et gouache sur papier, non daté).

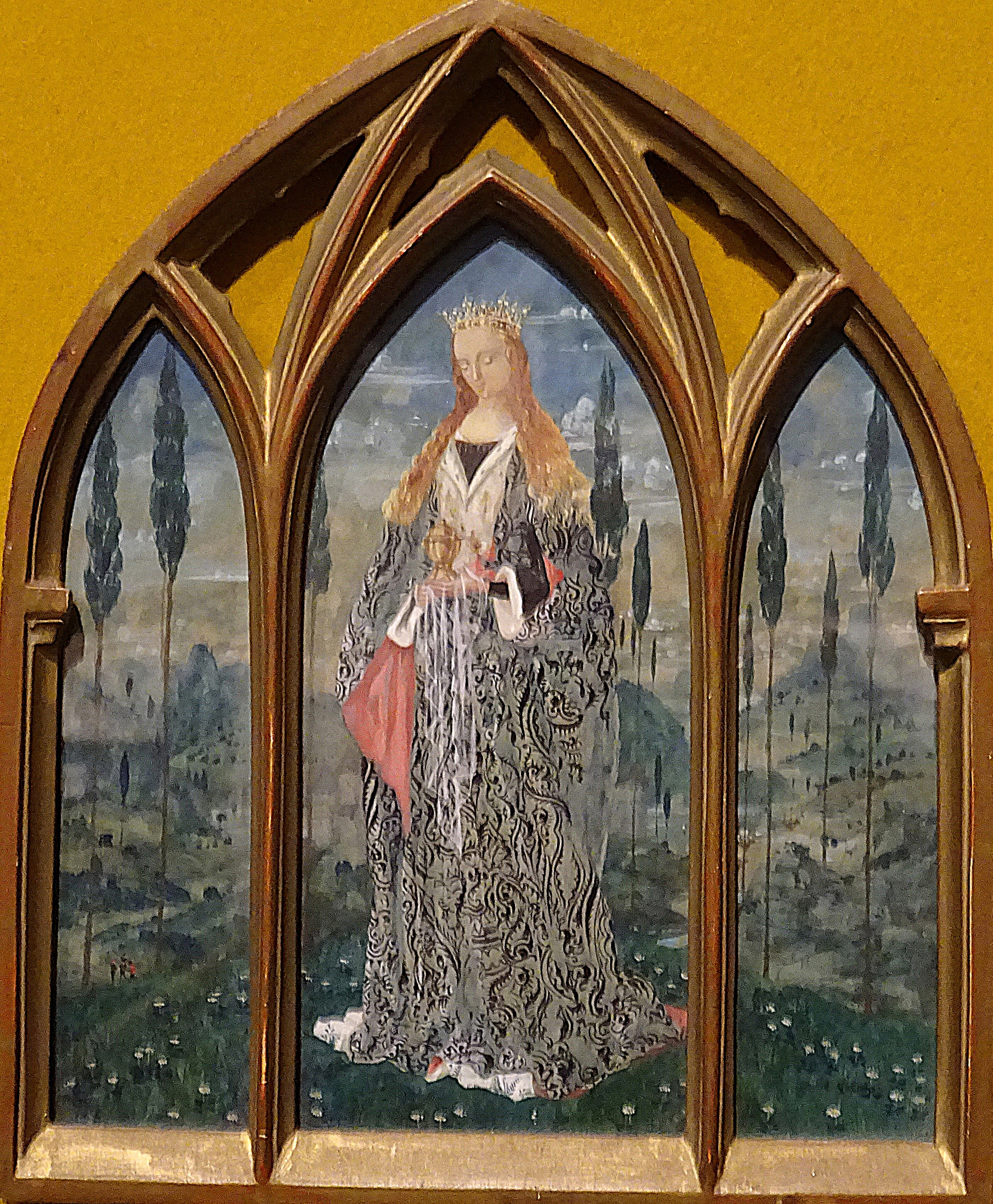
Ernest Guérin ː Sainte Gwenn (aquarelle et gouache sur papier, non daté).
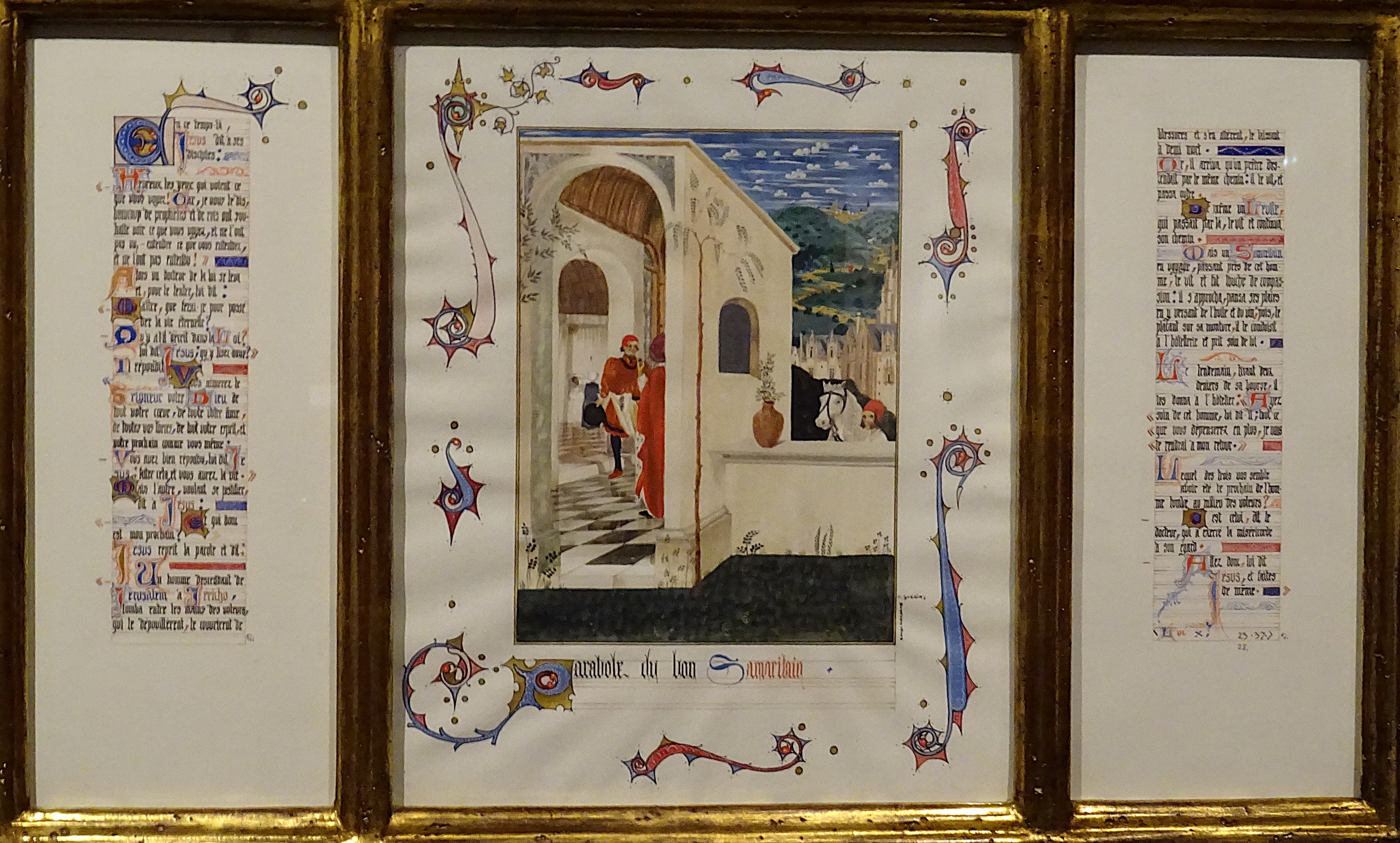
Ernest Guérin ː Parabole du Bon Samaritain (1920 , Luc, chapitre X, versets 25 à 37, planche d'évangile, aquarelle et gouache sur vélin).

## Expositions
- 1913 : pavillon de Marsan.
- 2005 : La ville de Saint-Briac-sur-Mer pour son 10ème Festival d'Art organisa au Couvent de la Sagesse une exposition : Dix regards de peintres de marines consacrée à Édouard Adam (1847-1929), Étienne Blandin (1903-1991), Albert Brenet (1903-2005), Roger Chapelet (1903-1995), Lucien-Victor Delpy (1898-1967), Ernest Guérin (1887-1952), Marin-Marie (1901-1987), Mathurin Méheut (1882-1958), Joseph-Honoré Pellegrin (1793-1849) et aux Roux : Joseph (1725-1789), Antoine (1765-1835), et François Joseph Frédéric (1805-1870).
- 2024 : musée du Faouët.